# Melotone Records

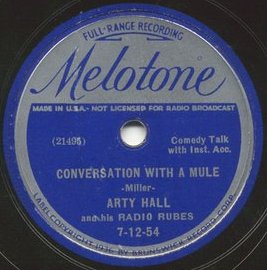
Arty Hall and his Radio Rubes, "Conversation With a Mule" från 1937.

Melotone Records var ett amerikanskt skivmärke som introducerades 1930 av Brunswick Records som ett lågprisalternativ. Märket gavs även ut i Kanada. När ARC tog över Brunswick 1932 fortsatte utgivningen, men i USA lades den ner i april 1938. Utgivningen i Kanada, huvudsakligen då av countrymusik, fortsatte dock till 1942.
Repertoaren bestod av populär dansmusik, countrymusik och hawaiimusik, men även av blues, cajunmusik och jazz. På Melotone gavs inspelningar ut av bland andra Gene Autry, Charlie Barnet, Big Bill Broonzy,, "Georgia Footwarmers", Eddie Cantor, Bing Crosby, Cliff Edwards, Blind Boy Fuller, Annette Hanshaw, "Easy Papa Johnson", Leadbelly, Vincent Lopez, Tex Ritter, Vincent Rose och Victor Young.
Etiketten hade en blå grundfärg med övre tredjedelen och en ring runt underdelen i silver. Från 1934 till början av 1936 byttes dock färgerna till mörkgrönt och guld, men man återgick sedan till de ursprungliga färgerna. De kanadensiska etiketterna var fram till 1932 likadana som de i USA, men därefter gavs märket, liksom andra skivor som pressades av Compo, ut med mörkblå etiketter med text i guld.
Melotone Records återskapades som en underavdelning av Melotone Music L.L.C. 2010.
Melotone Records var även en etikett för skivor som (oberoende) såldes genom den australiensiska butikskedjan Foy & Gibson's.